# هیروتو تاناکا
هیروتو تاناکا (انگلیسی: Hiroto Tanaka؛ زادهٔ ۲۶ آوریل ۱۹۹۰) بازیکن فوتبال اهل ژاپن است.
از باشگاه‌هایی که در آن بازی کرده‌است می‌توان به باشگاه فوتبال جوبیلو ایواتا اشاره کرد.
وی همچنین در تیم ملی فوتبال زیر ۱۷ سال ژاپن بازی کرده‌است.